# HD45618
HD45618 — хімічно пекулярна зоря спектрального класу A3, що має видиму зоряну величину в смузі V приблизно  6,6.
Вона  розташована на відстані близько 225,2 світлових років від Сонця.